# Kim Jung-Chul
Kim Jung-Chul, född den 1 januari 1977 i Seoul, Sydkorea, är en sydkoreansk landhockeyspelare.
Han tog OS-silver i herrarnas landhockeyturnering i samband med de olympiska landhockeytävlingarna 2000 i Sydney.